# 수은종택
수은종택(睡隱宗宅)은 경상북도 안동시 일직면 망호리에 있다. 2010년 3월 12일 안동시의 문화유산 제31호로 지정되었다.